# Nicéphore Niépce
Joseph Nicéphore Niépce (Chalon-sur-Saône, 7 maart 1765 – Saint-Loup-de-Varennes (nabij Chalon-sur-Saône), 4 juli 1833) is algemeen bekend als de maker van de eerste permanente foto.

## Fotografie
Niépce wordt beschouwd als een van de uitvinders van de fotografie. Hij begon in 1793 te experimenteren met processen om optische foto’s te verkrijgen. Deze waren gericht op het ontwikkelen van een procedé om met behulp van een camera een etsplaat te kunnen maken. Bij zijn eerste pogingen lukte het al om foto’s te maken, maar deze verbleekten al heel snel. Bekend is dat hij in 1822 zijn eerste foto produceert dankzij een stof die hij ontdekt (Syrisch asfalt) die weliswaar oplosbaar is in terpentijn, maar na lange belichting niet meer oplosbaar is. Zo ontstond in 1826 een foto, genomen vanuit het venster van zijn werkkamer, met een belichtingstijd van acht uur. Lange tijd werd gedacht dat dit de oudste nog bestaande foto van Niépce is. In 2002 werd echter een nog oudere foto ontdekt. Voor deze foto uit 1825 had Niépce een 17e-eeuwse gravure gefotografeerd die een jonge stalknecht met een paard aan een leidsel toont. Deze foto is aangekocht door de Bibliothèque nationale de France voor 450.000 euro.
Niépce noemde zijn proces heliografie, hetgeen zoveel betekende als "schrijven met de zon". De door hem gebruikte belichtingstijd is tot de dag van vandaag nog een punt van discussie, en moet ergens tussen 8 en 20 uur hebben gelegen. Vanwege deze lange belichtingstijd werd het proces gebruikt voor het fotograferen van gebouwen en stilstaande onderwerpen en kon dit in de praktijk niet worden toegepast voor het fotograferen van personen.

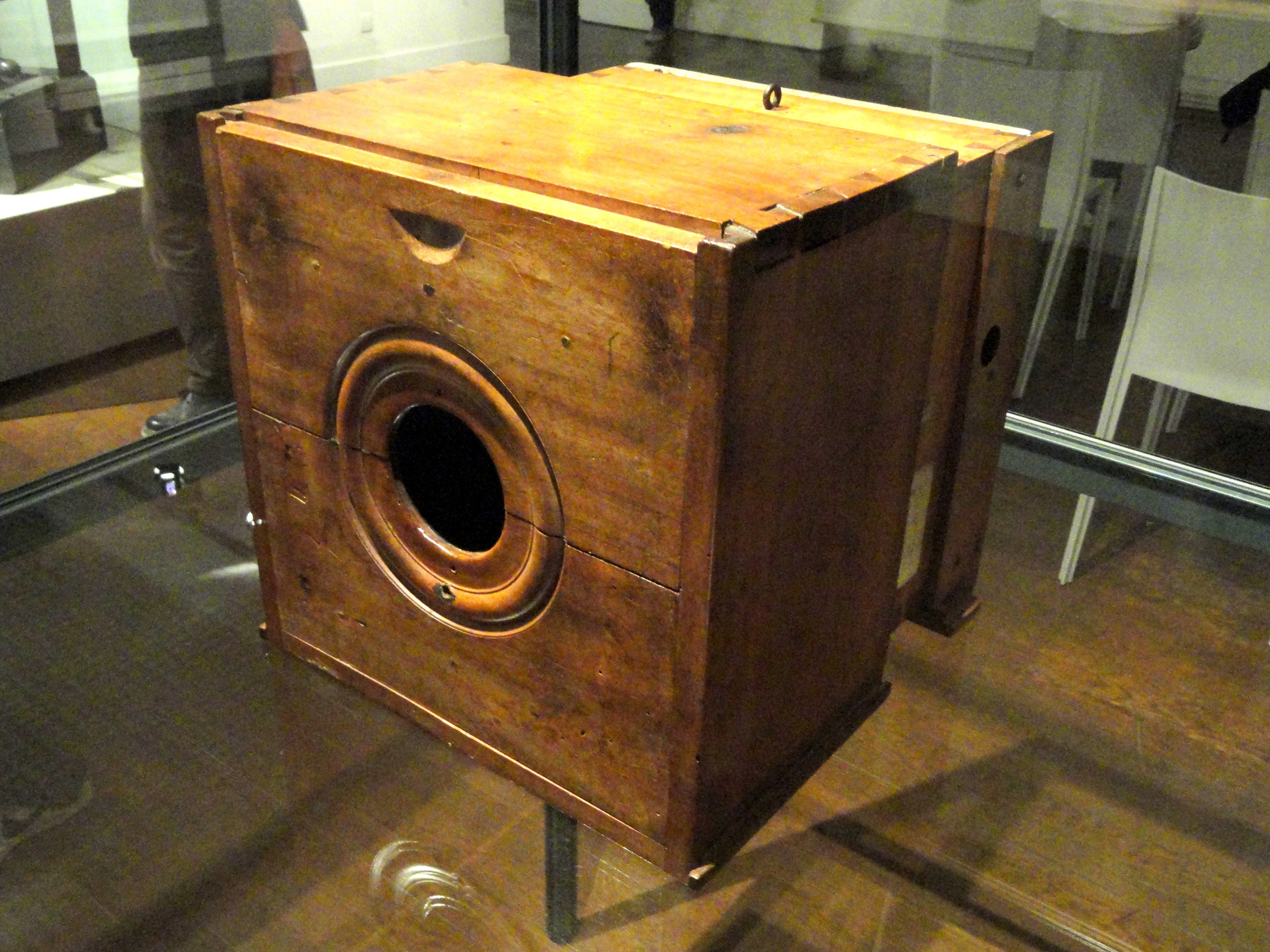
Camera van Niépce 1820-1839

Tot zijn vindingen behoren het irisdiafragma en een methode om foto's houdbaar te maken. Ook was hij de eerste die een camera van een balg voorzag om het scherpstellen te vergemakkelijken. Nadat de Parijse opticien Chevalier, die voor beiden lenzen deed slijpen, hem in 1826 in contact bracht met Louis Jacques Mandé Daguerre volgde in 1829 een samenwerkingsverband, waarbij onder andere het fotografisch proces nog aanmerkelijk werd verbeterd.

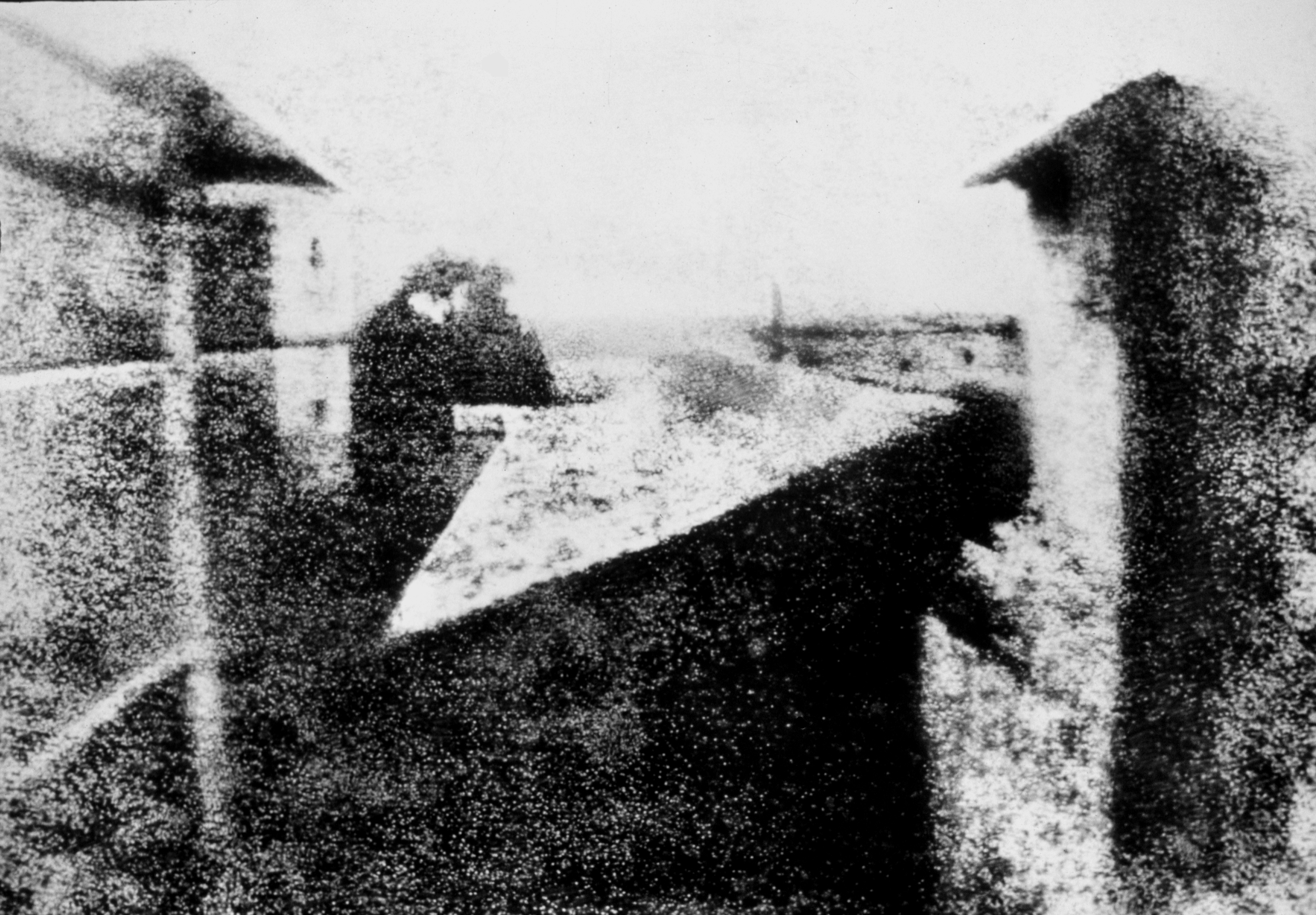
Uitzicht vanuit het raam in Le Gras, de bekendste overgebleven foto door Niépce (1826)

## Andere uitvindingen
De vélocipèdeIn 1818 ontwikkelde hij een sterke interesse voor deze voorganger van de fiets zonder pedalen en overbrenging en tevens het broertje van het hobbelpaard van Karl von Drais. Hij bouwde een eigen model en noemde dit de vélocipède. Nicéphore bracht nogal wat beroering bij de plaatselijke bevolking toen hij zijn 'geval' op de landwegen ging uitproberen. Al snel bracht hij een aantal verbeteringen aan waaronder het verstelbare zadel. Deze vélocipède met zadel is tegenwoordig nog te zien in het Niépce Museum. In een brief aan zijn broer dacht hij er aan om zijn vinding te motoriseren, hierbij de moped (bromfiets) in gedachte hebbend.
De PyréolophoreDit was de eerste motor met een interne ontsteking, uitgevonden door de gebroeders Niépce en in 1807 door hen gepatenteerd. Tien jaar later hadden zij ook de wereldprimeur met een motor met een brandstofinjectiesysteem.
De Machine van MarlyIn 1807 schreef de keizerlijke regering een wedstrijd uit voor projecten om de bestaande hydraulische machine bij Marly-le-Roi, die werd gebruikt om water uit de Seine te leveren aan het Paleis van Versailles, te vervangen. Deze machine, die in 1684 was gebouwd en zich in Bougival aan de Seine bevond, pompte water op over een afstand van een kilometer en een hoogteverschil van 150 meter. De gebroeders Niépce bedachten een nieuw principe voor de machine en verbeterden hem in 1809 nogmaals. Ze brachten een groot aantal wijzigingen aan, aan diverse onderdelen van de machine. Het mechanisme was met zorg door hen uitgedacht: de zuigers hadden het voordeel dat ze veel preciezer werkten en dat ze veel minder weerstand ondervonden. De gebroeders Niépce testten de machine meerdere keren en bereikten een enorme verbetering van de capaciteit. Maar in december 1809 kregen ze een boodschap dat hun verbeteringen te lang op zich lieten wachten en dat keizer Napoleon persoonlijk had besloten om de ingenieur Perier een stoommachine te laten bouwen om de Marly-pompen aan te drijven, waarmee de plannen van de gebroeders Niépce in duigen vielen.
Op 4 juli 1833 stierf Nicéphore Niépce plotseling, zonder dat zijn uitvindingen officieel waren erkend.